# Wiesberghaus
Das Wiesberghaus ist eine Schutzhütte der Naturfreunde auf dem Dachsteinmassiv. Sie befindet sich rund 6 km nordnordöstlich des Dachsteingipfels auf 1872 m Höhe (1884 Meter laut Hüttenbetreiber) und auf dem Gemeindegebiet der oberösterreichischen Marktgemeinde Hallstatt. Die Hütte ist ein wichtiger Stützpunkt entlang des Nordalpenwegs.

## Geschichte
Die Schutzhütte wurde von den Ortsgruppen Floridsdorf und Hallstatt des Turnvereins „Die Naturfreunde“ ab 1923 auf der Wiesberghöhe errichtet und am 10. Juli 1927 feierlich eröffnet. Von 1948 bis 1950 errichtete man eine Materialseilbahn und zwei Jahre später wurde das Wiesberghaus mit einem Zubau erweitert. Weitere Zubauten erfolgten von 1970 bis 1972 und von 1980 bis 1984. Ende der 1970er Jahre übernahm die neu gegründete Naturfreunde-Ortsgruppe Oftering die Bewirtschaftung des Schutzhauses und seit 1. Jänner 2004 hat die Naturfreunde-Ortsgruppe Lenzing sie inne.